# Steffen Tangstad
Steffen Tangstad, född 22 juni 1959 i Tønsberg i Vestfold, död 26 juni 2024 i Tønsberg, var en norsk professionell boxare. 
Tangstad förlorade EM-titeln mot Anders "Lillen" Eklund i en match 1985. Tangstad mötte Michael Spinks om IBF:s tungviktstitel 6 september 1986. Tangstad föll på knock i fjärde ronden. Detta blev hans sista match. 
Efter sin boxningskarriär arbetade han som expertkommentator på tv-kanalen TV 1000 och brukade kommentera boxning tillsammans med Åke Unger. Steffen Tangstad arbetade även som boxningspromotor via sitt företag Modern Sports & Events (MSE),  där bland annat Paolo Roberto ingick i stallet. Tangstad medverkade även 2006 i norska dansprogrammet Skal vi danse.
Tangstad diagnostiseras 2018 med polyneuropati, vilket bland annat medförde att han 2019 tvingades amputera vänster ben vid knäet.